# Jarret (fiume)
Il Jarret è un fiume francese che scorre nel dipartimento Bocche del Rodano nella regione della Provenza-Alpi-Costa Azzurra e che sfocia nell’Huveaune a Marsiglia.

## Geografia
Nasce all’estremità est del massiccio dell'Étoile, ma il luogo della sua sorgente è incerto: secondo la SANDRE si trova sul versante ovest del colle Redon a 340 m di altitudine; secondo l’IGN è invece da individuare sul pendio sud-est del Mont Julien, a 420 m s.l.m..
Il corso d’acqua prende quasi subito la direzione sud-ovest nel comune di Allauch e scorre tra l'Étoile e i rilievi a nord del Garbalan, in una valle stretta e tortuosa. Incontra come primo centro La Fève, frazione di Allauch. Prima di entrare a Marsiglia presso il quartiere Croix-Rouge attraversa Plan-de-Cuques. Si dirige poi a sud e si getta nell’Huveaune poco lontano dallo Stadio Vélodrome.

## Storia
In origine il Jarret nel quartiere Chartreux piegava verso ovest per sfociare direttamente nel Mar Mediterraneo, nel Porto vecchio. In periodo medioevale fu deviato sull’attuale percorso. Nel 1954, quando ormai era diventato una fogna a cielo aperto, il torrente venne coperto da viali di circonvallazione, ovvero i boulevard Jean-Moulin, Sakakini, Françoise-Duparc, Maréchal-Juin. Essi furono poi prolungati a sud da altri boulevard (Jean-Moulin, Rabatau e Schloesing). Oggi è stato così interrato da Saint Just al termine, fatta eccezione per un breve tratto prima della confluenza con l’Huveaune.